# Arroyo el Sauce
Arroyo el Sauce är en ort i Mexiko.   Den ligger i kommunen Jesús Carranza och delstaten Veracruz, i den sydöstra delen av landet, 500 km öster om huvudstaden Mexico City. Arroyo el Sauce ligger 42 meter över havet och antalet invånare är 233.
Terrängen runt Arroyo el Sauce är huvudsakligen platt. Arroyo el Sauce ligger nere i en dal. Runt Arroyo el Sauce är det ganska glesbefolkat, med 29 invånare per kvadratkilometer. Närmaste större samhälle är Plan de Arroyo, 17,9 km sydost om Arroyo el Sauce. I omgivningarna runt Arroyo el Sauce växer i huvudsak städsegrön lövskog.